# Kanada na Zimowych Igrzyskach Paraolimpijskich 2014
Kanadyjska reprezentacja na Zimowych Igrzyskach Paraolimpijskich 2014 liczy 49 sportowców występujących we wszystkich pięciu rozgrywanych dyscyplinach.

## Skład reprezentacji

### Biathlon
- Mark Arendz
- Caroline Bisson
- Margarita Gorbounova
- Brian McKeever

### Biegi narciarskie
- Mark Arendz
- Caroline Bisson
- Colette Bourgonje
- Yves Bourque
- Sebastien Fortier
- Louis Fortin
- Margarita Gorbounova
- Brittany Hudak
- Chris Klebl
- Brian McKeever
- Robbi Weldon

### Curling na wózkach
- Jim Armstrong
- Ina Forrest
- Sonja Gaudet
- Mark Ideson
- Dennis Thiessen

| Wielka Brytania | Rosja | Szwecja | Stany Zjednoczone | Norwegia |     | Korea Południowa | Słowacja | Finlandia |     | Rosja |   |   |      |
| 6:3             | 5:4   | 7:4     | 7:2               | 6:8      | 8:5 | 10:4             | 16:0     | 1:12      | 5:4 | 8:3   | 9 | 2 | 1. - |

### Hokej na lodzie na siedząco
- Steve Arsenault
- Brad Bowden
- Billy Bridges
- Ben Delaney
- Adam Dixon
- Marc Dorion
- Anthony Gale
- James Gemmell
- Dominic Larocque
- Karl Ludwig
- Tyler Mcgregor
- Graeme Murray
- Kevin Rempel
- Benoit St-Amand
- Corbin Watson
- Greg Westlake
- Derek Whitson

### Narciarstwo alpejskie
- Caleb Brousseau
- Josh Dueck
- Matt Hallat
- Kimberly Joines
- Erin Latimer
- John Leslie
- Ian Lockey
- Braydon Luscombe
- Mac Marcoux
- Tyler Mosher
- Kurt Oatway
- Alana Ramsay
- Michelle Salt
- Kirk Schornstein
- Alexandra Starker
- Chris Williamson